# La Noce de Pierres

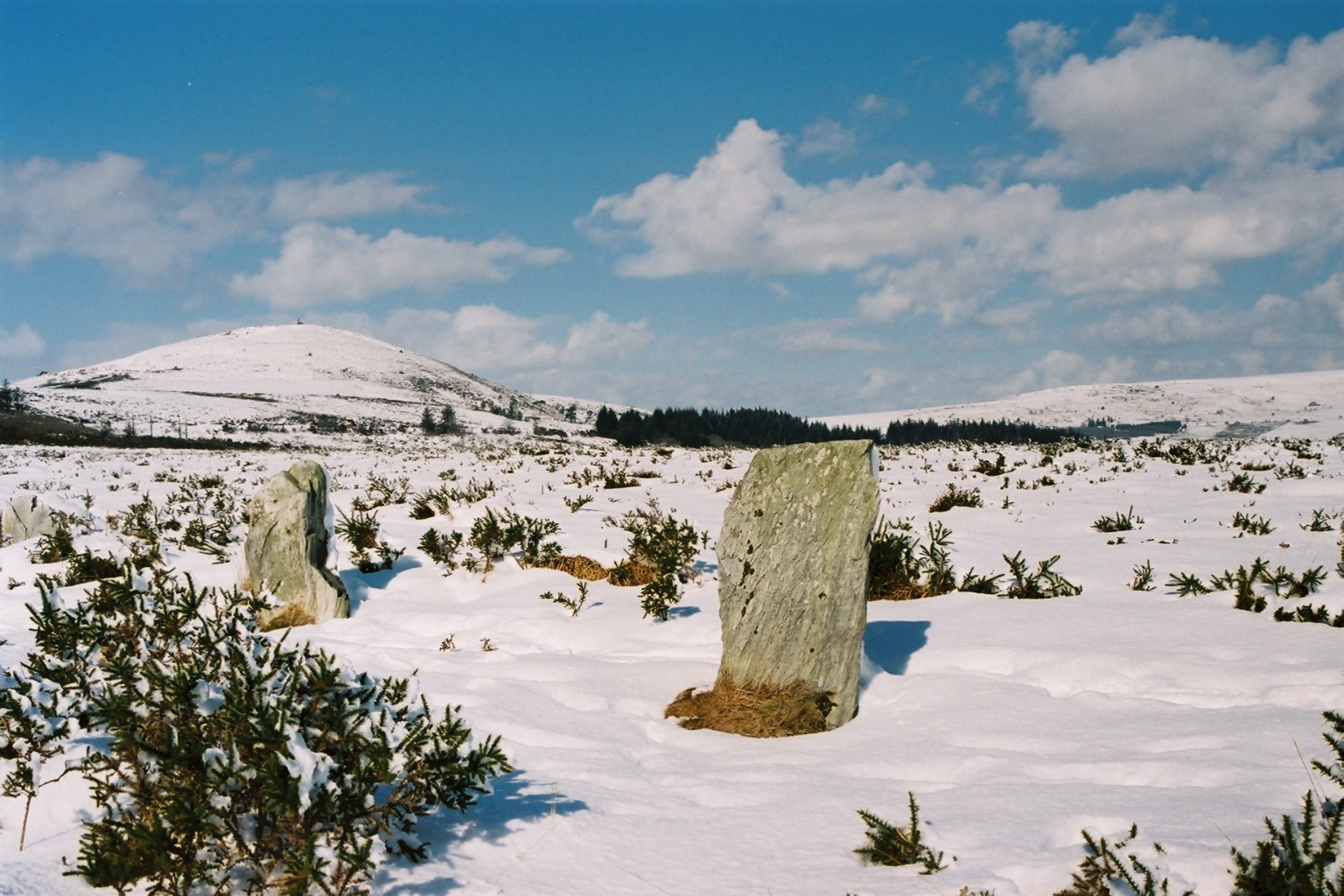
La Noce de Pierres

La Noce de Pierres (em bretão:  An Eured Ven (The Wedding Party)) é um alinhamento de 77 pedras monolíticas ao pé de Menez Michael nas colinas da Bretanha . Os contos folclóricos etiológicos dizem que as pedras eram originalmente membros de uma festa de casamento bêbada, petrificadas por terem maltratado um estranho.